# Pic des Redouneilles
Le pic des Redouneilles est un sommet des Pyrénées françaises dans le département de l'Ariège en région Occitanie. Il culmine à 2 485 m d'altitude.

## Géographie

### Topographie
Situé sur le territoire de la commune de Siguer, en vallée de Vicdessos, le pic des Redouneilles est un large sommet débonnaire qui domine, à l'ouest, l'étang de Gnioure, au nord, le cirque lacustre des étangs de Neych et au sud-est, les étangs des Redouneilles des vaches et des Redouneilles des brebis, ainsi que l'étang de Peyregrand. Il ne possède pas de pic à proprement parler, mais un plateau incliné à l'ouest.
Du sommet, apparaissent entre autres :
- le mont Fourcat qui culmine à 2 001 m d'altitude ;
- le pic de Saint-Barthélemy qui culmine à 2 348 m d'altitude ;
- le pic du Pas de Chien qui culmine à 2 491 m d'altitude ;
- le pic de l'Aspre qui culmine à 2 744 m d'altitude ;
- le pic de Font Blanca qui culmine à 2 903 m d'altitude.

### Hydrographie
En contrebas du pic des Redouneilles se trouvent des étangs d'origine glaciaire :
- l'étang des Redouneilles des vaches à 2 127 m d'altitude ;
- l'étang des Redouneilles des brebis à 2 228 mètres d'altitude ;
- l'étang de Peyregrand à 1 898 m d'altitude.

### Climat
Le climat montagnard à influence océanique modérée par les influences méditerranéenne confère au pic des Redouneilles une diversification importante du paysage. Ainsi l'on peut y voir une végétation de type forêt en son pied, des surfaces de falaises rocheuses, mais aussi des endroits tourbeux et humides bien à l'opposé de la roche siliceuse. Le contraste étant dû à l'exposition et ainsi aux différents climats qui s'opposent.

### Faune et flore
La zone présente une grande diversité d'espèces d'oiseaux. On peut y apercevoir des perdrix grises de montagne, le Grand Tétras (sous-espèce locale Tetrao urogallus aquitanicus), le Lagopède alpin, et l'Aigle royal. Côté mammifères, on retrouve le Desman des Pyrénées espèce vulnérable protégée à l'échelle nationale et européenne, et un nombre variable d'isard.

## Voies d'accès
L'itinéraire emprunte la route nationale 20 jusqu'à Tarascon-sur-Ariège. À la sortie de la ville, il suit la départementale 8 en direction de Vicdessos, et passe le village de Siguer en suivant le lieu-dit Bouychet. Depuis le parking à Bouychet, il longe par le GRT 65 le ruisseau d'Escales, passe le pont de la Peyre (1 498 m) et amène successivement aux étangs de Brouquenat-d'en-Haut (1 575 m), Peyregrand (1 898 m) et enfin Redouneilles des vaches (2 127 m).
De ce dernier étang, le sentier, moins marqué, se dirige au nord-ouest vers le col (2 339 m) situé entre le pic des Redouneilles et le pic de Neych. Il suffit alors de suivre la crête pour atteindre le sommet. Le retour peut alors s'effectuer par le cirque lacustre des étangs de Neych (1 986 m) en passant à proximité de la cabane pastorale de la Jasse de Neych. Ensuite, une descente raide au nord, vers le ruisseau d'Auruzan et la cabane du même nom (1 620 m), avant de retrouver le pont de la Peyre (1 498 m) et l'itinéraire de montée (niveau moyen à difficile compte tenu du dénivelé, environ 6 h 30 de marche).